# پزشکان بدون مرز
پزشکان بدون مرز (به فرانسوی: Médecins Sans Frontières) یک سازمان مردم‌نهاد که در ابتدا در کشور فرانسه تاسیس شد و برای کمک‌های انسان دوستانه است که برای پروژه‌هایش در مناطق جنگ‌زده و کشورهای در حال توسعهای که با خطر بیماری‌های بومی مواجه هستند، مشهور است. این سازمان در سال ۲۰۰۷ بیش از ۲۶۰۰۰ هزار که شامل دکتر، پرستار، کادر پزشکی، متخصص تأمین، مهندس آب و بهداشت و مدیر برای ارائه خدمات پزشکی در بیش از ۶۰ کشور دنیا داشته‌است. بودجه این سازمان سالیانه حدود ۴۰۰ میلیون دلار برآورد شده که ۸۵ درصد آن توسط بخش خصوصی تأمین می‌شود. این سازمان در سال ۱۹۹۹ به خاطر خدماتش برنده جایزه صلح نوبل شد.

## کمک به ایران
در پی همه گیری و شیوع بیماری ویروسی کرونای جدید (COVID-19) یک گروه به درخواست مقامات ایرانی برای کمک به همراه تجهیزات و نیروی کافی و یک بیمارستان در فاز اول به ایران آمدند که پس از ورود به ایران توسط جمهوری اسلامی و به دلیل، عدم نیاز به امکانات این گروه و اختلاف سیاسی با کشور فرانسه، بازگردانده شدند. 